# Wilson Oruma
Wilson Oruma (Warri, 30 dicembre 1976) è un ex calciatore nigeriano, di ruolo centrocampista.

## Caratteristiche tecniche
Veniva solitamente schierato come esterno di centrocampo.

## Carriera

### Club
Ha giocato in Ligue 1 con diverse squadre, vincendo anche un campionato con il Lens, una Coppa di Francia con il Guingamp ed una Coppa di Lega con il Sochaux.

### Nazionale
Ha partecipato ai Mondiali Under-17 del 1993 (peraltro vinti dalla sua Nazionale), ai Giochi Olimpici di Atlanta 1996 (nei quali ha vinto la medaglia d'oro), ai Mondiali di Francia 1998 ed a due diverse edizioni della Coppa d'Africa.

## Palmarès

### Club
- Campionato francese: 1

Lens: 1997-1998
- Coppa di Lega francese: 1

Sochaux: 2003-2004
- Coppa di Francia: 1

Guingamp: 2008-2009

### Nazionale
- Oro olimpico: 1

Nigeria: 1996

### Individuale
- Scarpa d'oro del Mondiale Under-17: 1

1993 (6 gol)